# أوروش ميلوفانوفيتش
أوروش ميلوفانوفيتش هو لاعب كرة قدم صربي، ولد في 18 أكتوبر 2000 في دويسبورغ في ألمانيا.